# Kyllinga microbulbosa
Kyllinga microbulbosa är en halvgräsart som beskrevs av Kaare Arnstein Lye. Kyllinga microbulbosa ingår i släktet Kyllinga och familjen halvgräs. Inga underarter finns listade i Catalogue of Life.